# روبنس (فیلم)
«روبنس» (هلندی: Rubens, schilder en diplomaat) یک فیلم است که در سال ۱۹۷۷ منتشر شد.